# Moskvarium
Le centre d’océanographie et de biologie marine Moskvarium (en russe : Центр Океанографии и морской биологии Москвариум) est un oceanarium qui fait partie du site de l'Exposition des réalisations de l'économie nationale (VDNKh) à Moscou (Russie).
Il a été bâti dans le contexte des travaux de rénovation du VDNKh en 2014. Le complexe a été inauguré le 5 août 2015 par le maire de la capitale russe Sergueï Sobianine et par le président de la fédération de Russie Vladimir Poutine. Avec 53 000 m2, le Moskvarium est le plus grand oceanarium d'Europe.
Il fait partie des treize structures dans le monde qui maintiennent captifs et exploitent des orques en 2023. Les trois orques en question ont été capturées dans les eaux russes entre 2012 et 2014.
Il exploite également deux bélugas capturés dans les eaux russes, ainsi que vingt grands dauphins dont dix-huit issus de captures (quatorze capturés à Taiji, les autres dans les eaux russes), les deux restants étant de la première génération née en captivité de ces dauphins capturés.

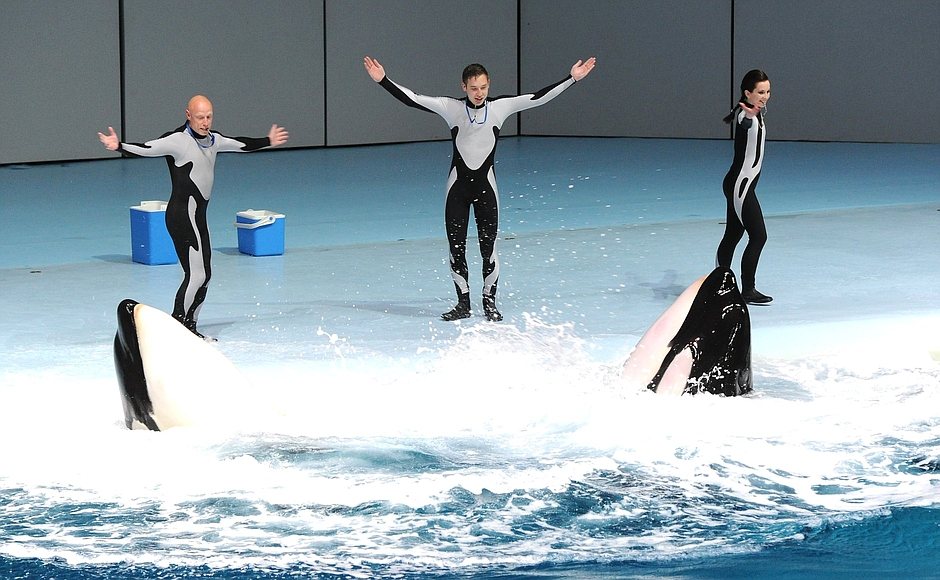
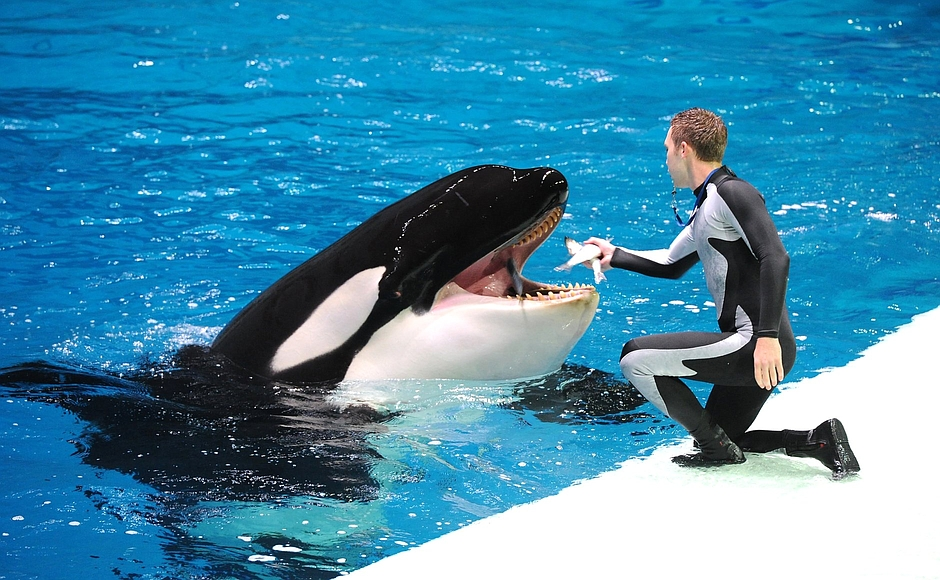

## Zones visitables
1. Zone commerciale et récréative
2. Zone de l'aquarium avec 80 bassins
3. Zone des spectacles aquatiques
4. Zone de nage avec les dauphins